# Bilići
Bilići su naseljeno mjesto u općini Travnik, Federacija Bosne i Hercegovine, BiH.

## Stanovništvo

### 1991.
Nacionalni sastav stanovništva 1991. godine, bio je sljedeći:
ukupno: 335
- Hrvati - 324
- Srbi - 5
- Jugoslaveni - 5
- ostali, neopredijeljeni i nepoznato - 1

### 2013.
Nacionalni sastav stanovništva 2013. godine, bio je sljedeći:
ukupno: 287
- Hrvati - 267
- Bošnjaci - 18
- Srbi - 1
- ostali, neopredijeljeni i nepoznato - 1